# Kolejový jeřáb

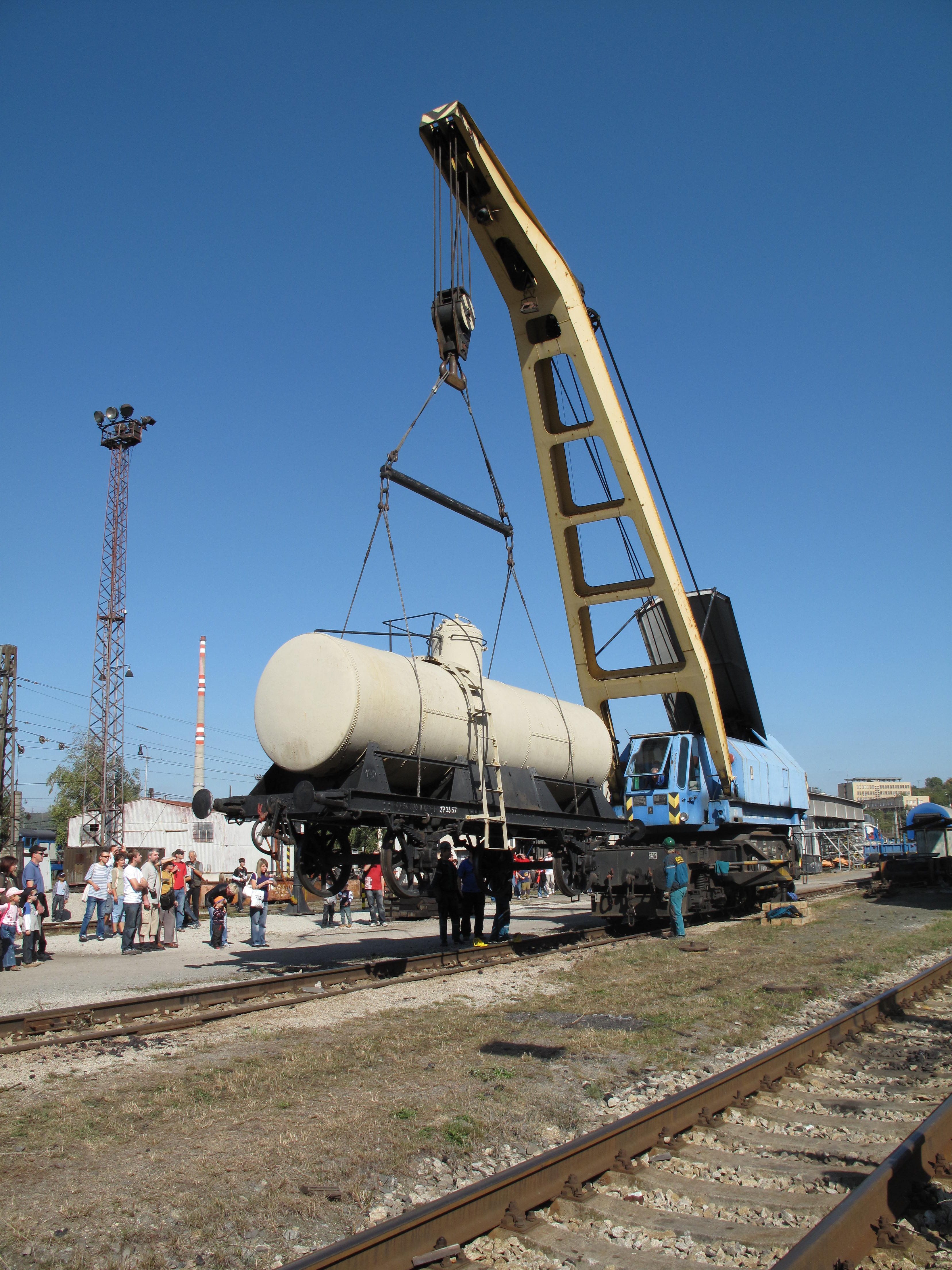
Pracující kolejový jeřáb EDK 300 DKV Brno (nosnost 60 t, max. vyložení 14 m)

Kolejový jeřáb je speciální kolejové vozidlo, které zdvíhá a poté přemisťuje těžké předměty na železnici (pražce, sloupy atd.) či na jiných kolejových drahách. Je umístěn na podvozku a pohybuje se po kolejích.

## Druhy kolejových jeřábů na železnici
- Překládací – slouží k překládání materiálu
- Zauhlovací – používají se ke zbrojení parních lokomotiv (tzn. doplňování uhlí)
- Nehodové – jsou řazeny v nehodových pomocných vlacích a používají se při odstraňování nehod, vykolejení apod.
- Kladecí – používají se k pokládání nebo trhání kolejových polí
- Speciální – určeny pro specifické práce, např. elektrizaci tratí

### Kolejový jeřáb EDK 1000 v přepravní poloze
Nosnost 125 t, max. vyložení 30 m. Největší jeřáb ČD.

## Poznámka
V železničním provozu se lze také setkat se specializovaným technickým zařízením určeným pro doplňování vody do parních lokomotiv ve stanici, toto zařízení se nazývá vodní jeřáb.